# Hiroši Jošida
Hiroši Jošida (* 11. únor 1958) je bývalý japonský fotbalista.

## Klubová kariéra
Hrával za Furukawa Electric.

## Reprezentační kariéra
Hiroši Jošida odehrál za japonský národní tým v letech 1981-1983 celkem 9 reprezentačních utkání.

## Statistiky
| Japonsko | Japonsko | Japonsko |
| Roky     | Záp.     | Góly     |
| -------- | -------- | -------- |
| 1981     | 6        | 1        |
| 1982     | 1        | 0        |
| 1983     | 2        | 0        |
| Celkem   | 9        | 1        |